# Bozel
Bozel – miejscowość i gmina we Francji, w regionie Owernia-Rodan-Alpy, w departamencie Sabaudia. W 2017 roku populacja gminy wynosiła 1898 mieszkańców. Przez gminę przepływa rzeka Doron de Bozel. 